# Српски дом, Сремска Митровица
Српски дом је зграда која својим положајем, размерама и стилом представља једно од најрепрезентативнијих здања у Сремској Митровици, представља непокретно културно добро као споменик културе.
Зграда је саграђана 1895. године од стране Српске православне црквене општине у Митровици, према пројекту Владимира Николића, дворског архитекта патријарха Георгија Бранковића. Извођачки део је извео земунски градитељ Фрања Јенч. Зграда је обликована са елементима неоренесансе и необарока. У Српском дому су биле смештене различите институције, најпре Српска грађанска читаоница и Српско певачко црквено друштво затим је ту смештено и удружење занатлија, кафана и хотел.
Почетком Првог светског рата у њој је био смештен главни штаб аустријске војске, а у торњу цркве осматрачница. Приликом бомбардовања атриљерије, 9. септембра 1914. године, избио је пожар у коме је тешко страдао и Српски дом. По завршетку рата, зграда је обновљена и направљена је нова купола у облику звона. Раскошна, необарокна купола која данас надвисује угаону рунделу изведена је тек 90-тих година 20. века и данас представља репер у визури града. Данас су у Дому смештене институције културе (Позориште “Добрица Милутиновић” и библиотека “Глигорије Возаровић”) и српска православна црквена општина.
Српски дом је централно здање у Сремској Митровици, које велелепно доминира центром града.